# Hylophorbus rainerguentheri
Espèce
Statut de conservation UICN

 DD  : Données insuffisantes
Hylophorbus rainerguentheri est une espèce d'amphibiens de la famille des Microhylidae.

## Répartition
Cette espèce est endémique de la province de Morobe en Papouasie-Nouvelle-Guinée. Elle n'est connue que dans la péninsule Huon, sur deux sites, l'un à 1 100 m d'altitude, l'autre à 1 830 m,.

## Description
Hylophorbus proekes mesure environ 30 mm.

## Étymologie
Son nom d'espèce, rainerguentheri, lui a été donné en référence à Rainer Günther, herpétologiste allemand.

## Publication originale
- Richards & Oliver, 2007 : A new species of Hylophorbus (Anura, Microhylidae) from the Huon Peninsula, Papua New Guinea. Mitteilungen aus dem Museum für Naturkunde in Berlin, Zoologische Reihe, supplément 83, p. 83-89.